# Glycyphagoides spheniscicola
Glycyphagoides spheniscicola är en spindeldjursart som beskrevs av Alex Fain och Galloway 1993. Glycyphagoides spheniscicola ingår i släktet Glycyphagoides och familjen Glycyphagidae. Inga underarter finns listade i Catalogue of Life.